# 奧特亞羅瓦、紐西蘭及玻里尼西亞聖公會
奧特亞羅瓦、紐西蘭及玻里尼西亞聖公會是一個基督教教會，是普世聖公宗團契的一員。成立於1814年，它是紐西蘭第一大教會，有584,793名信徒。

## 外部連結
- 紐西蘭聖公會 （页面存档备份，存于）